# Anna J. Schwartz

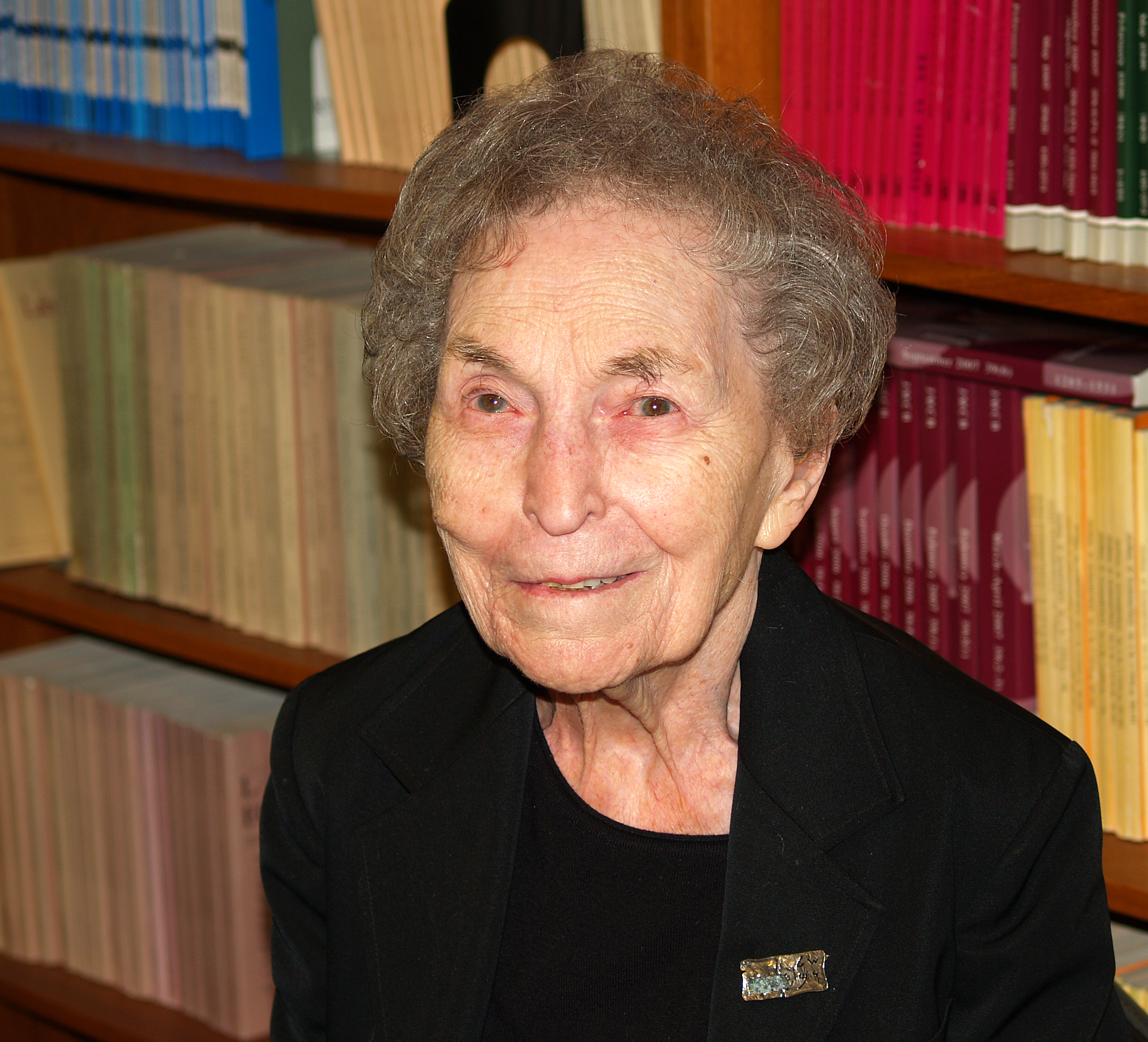
Anna Schwartz im September 2007

Anna Jacobson Schwartz (* 11. November 1915 in New York City; † 21. Juni 2012 ebenda) war eine US-amerikanische Ökonomin. Sie wurde bekannt, als sie mit ihrem Mentor Milton Friedman das Buch A Monetary History of the United States, 1867–1960 verfasste, in dem der Keynesianismus kritisiert und der Monetarismus begründet wurde.

## Akademische Laufbahn
Am Barnard College erwarb sie im Jahre 1934 den Bachelor of Arts (B.A.). Sie studierte Wirtschaftswissenschaften an der Columbia University in New York, wo sie im Jahre 1936 den Titel Master of Arts (M.A.) erlangte. Im Jahre 1964 wurde ihr von der Columbia University der Doktorgrad Ph. D. verliehen. Am Brooklyn College lehrte sie im Jahre 1952. Von 1959 bis 1960 führte sie am Baruch College Lehrveranstaltungen durch. In der Zeit von 1967 bis 1969 war sie als Adjunct Professor für Ökonomie an der City University of New York am Hunter College tätig. Von 1969 bis 1970 lehrte sie an der New York University an der Schule für Kunst und Wissenschaften für Graduierte.

## Berufliche Stationen
Im Jahre 1936 arbeitete sie ein Jahr lang im US-Landwirtschaftsministerium. Danach führte sie mit Walt Whitman Rostow und Arthur D. Gayer an der Columbia University über einen Zeitraum von fünf Jahren Studien über die Schwankungen der britischen Wirtschaft im Zeitraum von 1790 bis 1850 durch. In der New Yorker Niederlassung des National Bureau of Economic Research nahm sie dann ab 1941 eine neue langjährige Tätigkeit auf.
1981 war sie 'staff director' der U.S. Gold Commission.
Seit 1984 war sie Rezensentin in den Jahresbüchern The Key Reporter.
Das National Bureau of Economic Research (NBER) ernannte sie im Jahre 1985 zum wissenschaftlichen Ehrenmitglied. Von 1987 bis 1988 stand sie als Präsidentin der Western Economic Association vor.

## Wissenschaftliche Arbeiten
Sie hat sich beruflich ausgiebig mit den Themen ökonomische Statistik, Geldpolitik und Wirtschaftsgeschichte befasst.
In der ersten Phase ihrer ökonomischen Untersuchungen befasste sie sich mit historischen Untersuchungen über die Tendenzen und Wechsel der britischen Industrie von 1790 bis 1850, die sie mit Rostow und Gayer veröffentlichte.
Ein Schwerpunkt dieser Untersuchungen war die Statistik der Preise, wobei eine Indexmethode des NBER angewandt wurde. Bei diesen Untersuchungen gewann sie die Einsicht, dass die Rolle des Geldes für die wirtschaftliche Entwicklung nicht passiv war, sondern dass das Geld einen wesentlichen Einfluss hatte. Mit Elma Oliver erstellte sie ab 1941 eine monatliche Statistik über die einzelnen Fraktionen der Geldmenge in den USA, und zwar für den Zeitraum von 1917 bis 1944.
Von 1948 bis 1963 arbeitete sie mit Milton Friedman zusammen.
Aufbauend auf der Geldtheorie von Milton Friedman, hauptsächlich seiner Quantitätstheorie des Geldes, arbeitete sie mit Friedman ab den fünfziger Jahren über einen Zeitraum von dreißig Jahren zusammen. Aus dieser Zusammenarbeit resultierten drei große Veröffentlichungen. Dabei spielten die Frage der Geldversorgung, des Anwachsens der Geldmenge, der Zusammenhang zwischen Geldmenge und Einkommen und Auswirkungen auf die Entwicklungen der Preise die Hauptrolle.
Aus den Wirren der monetären Entwicklungen im 20. Jahrhundert wuchs bei ihr die Überzeugung nach einer Politik des beständigen Geldwertes und den Regeln zum Wachsen der Geldmenge. So widmete sie sich den Fragen der Geldpolitik der USA und anderer Länder. Diese Studien begannen ab 1971, als sie mit Allen Meltzer und Karl Brunner die Politik der Federal Reserve untersuchte.

## Kritik der Maßnahmen bei der Finanzkrise 2007/2008
Im Oktober 2008 nahm sie in einem Interview zu den Maßnahmen Stellung, die Ben Bernanke gegen die  Finanzkrise ab 2007 in den USA unternommen hatte. Darin wandte sie sich gegen die Auffassung, dass eine Liquiditätskrise vorliegen würde. Im Gegensatz zur Depression nach 1929 wäre diesmal genug Geldliquidität vorhanden. Auch die Senkung des Zinssatzes wäre nicht die geeignete Maßnahme.
Unterstützung fand bei ihr die Absicht von Finanzminister Henry Paulson, schlechte Kredite und nicht mehr gehandelte Wertpapiere den Banken abzukaufen. Allerdings würden die Einzelbeteiligungen des Staates an den Banken nur die Probleme einzelner Banken lösen können, es würde aber damit eine Stabilisierung des Bankensystems nicht erreicht. Entschieden sprach sie sich dafür aus, dass Banken, die falsche Entscheidungen getroffen hätten, aus dem Markt ausscheiden sollten.

## Mitgliedschaft und Ehrung
- Büro des Herausgebers der American Economic Review
- Büro des Journal of Money, Credit, and Banking
- Büro des Journal of Monetary Economics
- Reguläres Mitglied der Carnegie Rochester Conference Serie
- Abteilungsmitglied des Shadow Open Market Committee
- Gewähltes Mitglied der Phi Kappa Beta im Jahre 1934
- Von 1934 bis 1935 wurde sie mit der Murray Folowship am Baruch College geehrt
- 1945: Mitglied beim Committee onn Research in Economic History
- Gastprofessor ehrenhalber an der City University of London Business School
- 2007: Mitglied der American Academy of Arts and Sciences

## Veröffentlichungen
- mit A. D. Gayer & W. W. Rostow: The growth and fluctuation of the British economy 1790-1850. An historical, statistical, and theoretical study of Britain's economic development. 2 Bände Clarendon Press, Oxford 1953; Harvester Press, Sussex 1975
- mit Milton Friedman: A monetary history of the United States 1867-1960. Princeton University Press, Princeton 1963
  - Rezension von Hugh Rockoff, EH.Net Economic History Services, 1. Januar 2000
- mit Milton Friedman: Monetary statistics of the United States. Estimates, sources, methods. Columbia University Press, New York 1970
- mit Milton Friedman: Monetary trends in the United States and the United Kingdom. Their relation to income, prices, and interest rates 1867-1975. University of Chicago Press, Chicago 1982
- mit M. R. Darby u. a.: The International Transmission of Inflation. University of Chicago Press, Chicago 1983
- mit Michael D. Bordo (Hrsg.): A Retrospective on the classical gold standard 1821-1931. University of Chicago Press, Chicago 1984
- Money in historical perspective. University of Chicago Press, Chicago 1987
- mit James A. Dorn (Hrsg.): The Search for stable money. Essays on monetary reform. University of Chicago Press & Cato Institute, Chicago 1987
- (Hrsg.): Commodity monies. 2 Bände. Edward Elgar, Cheltenham 1992
- mit Michael D. Bordo: The Performance and Stability of Banking Systems under „Self-Regulation“. Theory and Evidence. In: Cato Journal. Vol. 14, No. 3, 1995
- International Financial Crises. Myths and reality. In: Cato Journal. Vol. 17, No. 3, 1998
- Money Supply. In: David R. Henderson (Hrsg.): Concise encyclopedia of economics. 2. Auflage. 2007